# Maurice Desaymonnet
Maurice Jean Desaymonnet (ur. 24 czerwca 1921 w Paryżu, zm. 4 listopada 2015 w Antony) – francuski koszykarz. Wraz z reprezentacją Francji zdobył srebrny medal podczas Letnich Igrzysk Olimpijskich 1948 w Londynie.